# Brodek u Přerova
Brodek u Přerova là một chợ huyện thuộc huyện Přerov, vùng Olomoucký, Cộng hòa Séc.